# Мармус Василь Володимирович

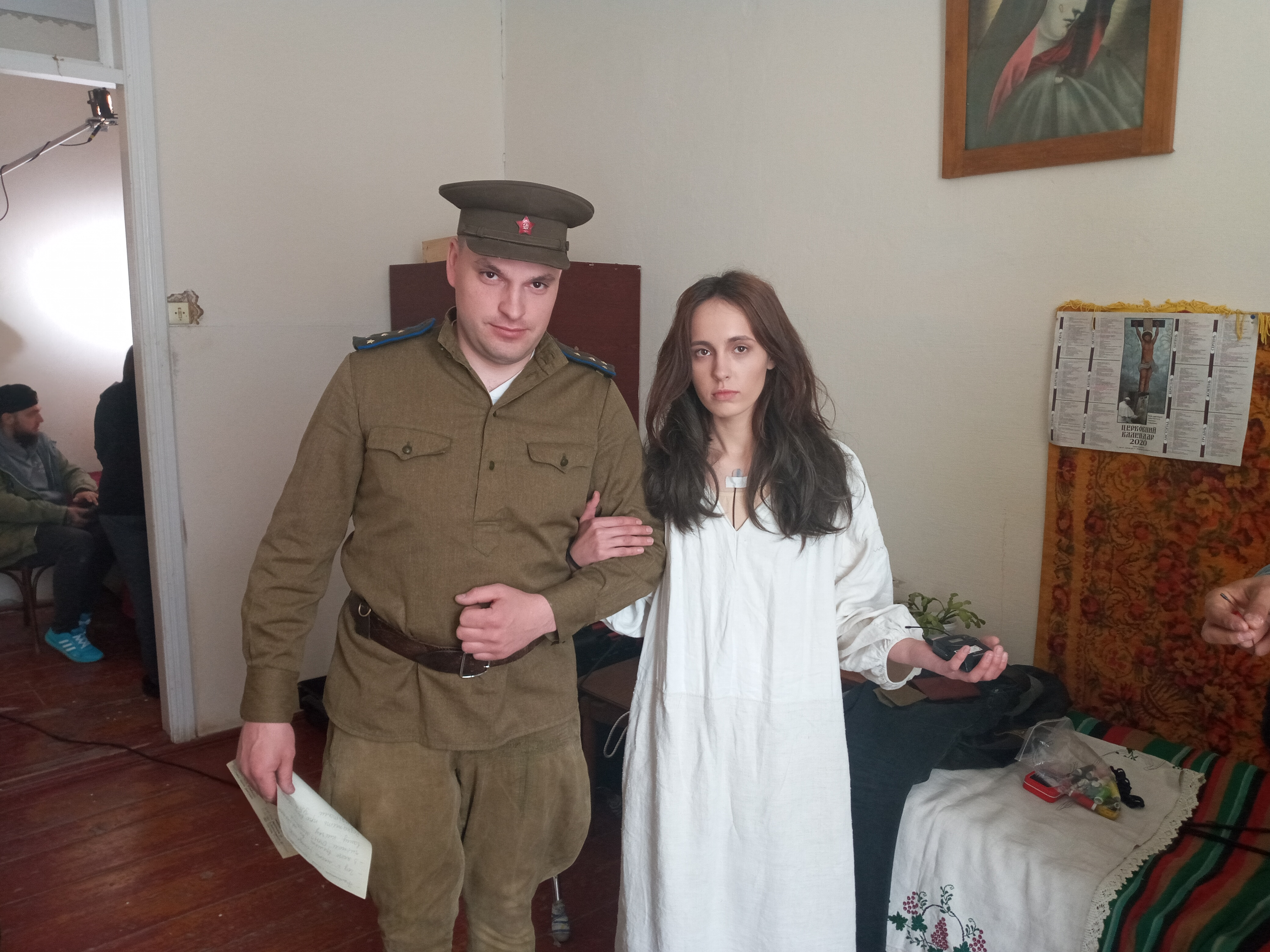
Василь Мармус та Дарина Степанкова на зйомках фільму «Марія»

Василь Володимирович Мармус (позивний «Музикант»; 26 квітня 1992, м. Чортків, Україна — 11 вересня 2022, с. Оскіл, Харківська область, Україна) — український музикант, актор, військовослужбовець, солдат 80 ОДШБр Збройних сил України, учасник російсько-української війни. Кавалер ордена «За мужність» III ступеня (2023, посмертно), почесний громадянин міста Чорткова (2022, посмертно).
Син відомого українського дисидента, учасника «Росохацької групи» Володимира Мармуса.

## Життєпис
Василь Мармус народився 26 квітня 1992 року в місті Чорткові, нині Чортківської громади Чортківського району Тернопільської области України.
Навчався в Чортківській музичній школі та загальноосвітній школі № 5, закінчив Прикарпатський військово-спортивний ліцей-інтернат, інженерно-педагогічний факультет Тернопільського національного педагогічного університету імені Володимира Гнатюка.
Активний учасник Революції гідності.
З початком російського вторгнення в Україну 2022 року пішов на фронт добровольцем. Служив у складі 80-ї окремої десантно-штурмової бригади Збройних сил України. Загинув 11 вересня 2022 року в селі Осколі на Харківщині.
Похований 15 вересня 2022 року на Алеї Героїв Ягільницького цвинтаря м. Чорткова.
Залишилися батьки, дружина, донечка і брат.

## Творчість
Грав на багатьох інструментах, зокрема, акордеоні, бандурі, губній гармоніці, неперевершено грав на тромбоні. Був учасником гурту «Октава», для якого написав різдвяну колядку «Свята ніч»
Був членом Тернопільської кінокомісії (2021, мріяв створити філію в Чорткові). Зіграв роль енкаведиста в національному неігровому фільмі «Марія» (2021).
У 2022 році перед вторгненням окупантів Василь присвятив батькові Володимирові пісню «Брати по неволі».

## Нагороди
- орден «За мужність» III ступеня (28 вересня 2023, посмертно) — за особисту мужність, виявлену у захисті державного суверенітету та територіальної цілісності України, самовіддане виконання військового обов'язку[17];
- почесний громадянин міста Чорткова (2022, посмертно) — за вірність військовій присязі, особисту мужність, самовідданість та героїзм, виявлені під час виконання бойових завдань на сході України, за вагомий внесок у забезпеченні суверенітету і територіальної цілісності України[18].

## Вшанування пам'яті
13 жовтня 2022 року відбувся вечір пам'яті Василя Мармуса в Центрі культурних послуг міста Чортків імені Катерини Рубчакової.
У червні 2023 року Чортківській мистецькій школі присвоєно його ім'я. 4 вересня того ж року на фасаді навчального закладу відкрили барельєф Василю Мармусу, який створили митці з Києва — Ольга та Яків Біленки.
28 жовтня 2023 року під час шостого фестивалю кіно та дерев «Сад пам'яті» у селі Бережниці Верховинського району Василем Ханасом було посаджено іменний дуб на честь Василя Мармуса.
У жовтні 2023 року в Музеї шістдесятництва в Києві відкрилась виставка «Герої — діти героїв», про учасників українського руху опору проти радянського тоталітаризму 1970-х—1980-х років та їхніх дітей, які під час повномасштабної війни 2022—2023 років героїчно стали на захист України і віддали свої життя в боротьбі.
5 березня 2024 року зініційована петиція «Про присвоєння звання Героя України (посмертно) Мармусу Василю Володимировичу».

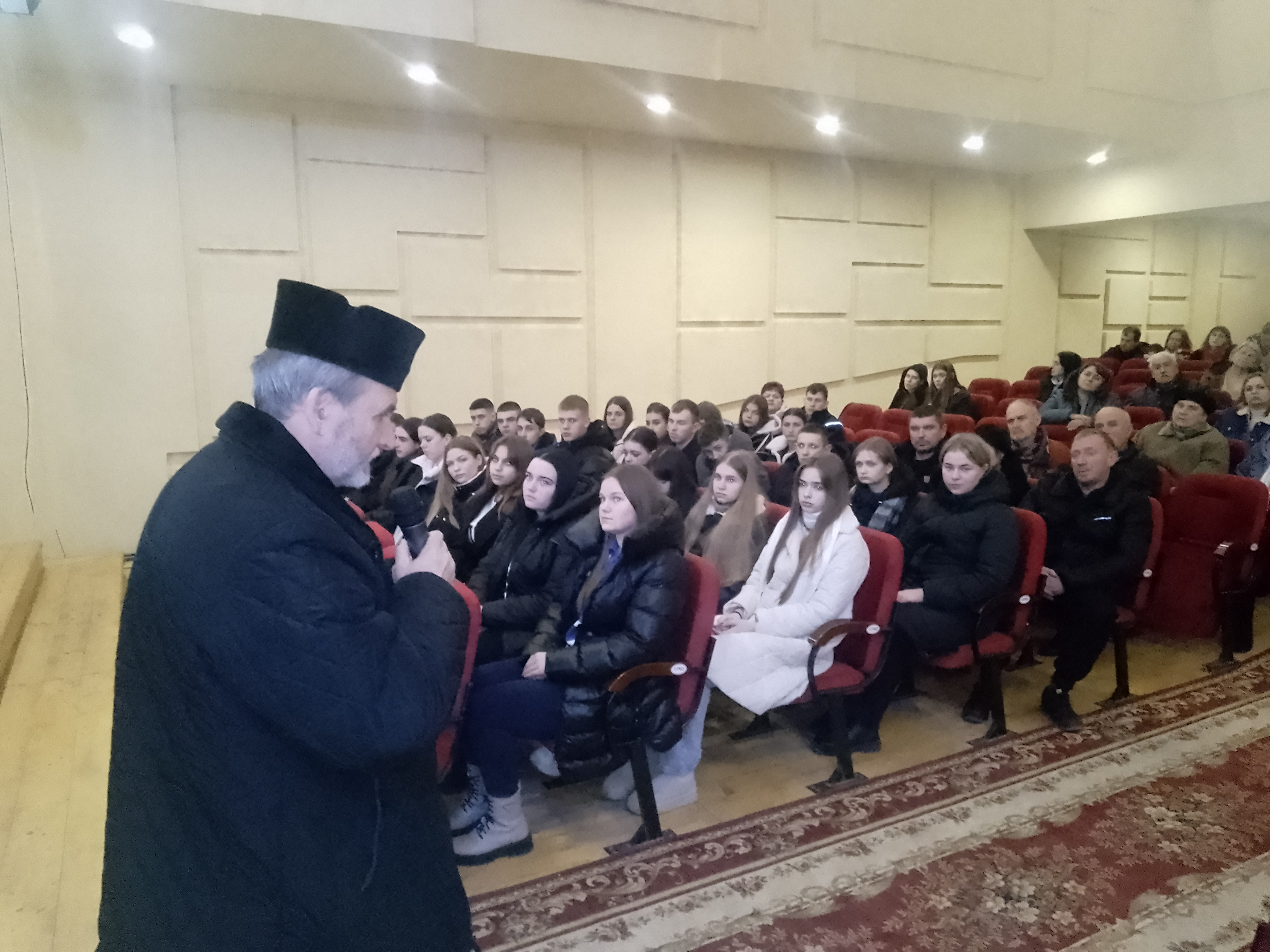
Владика Дмитро Григорак на прем'єрі фільму "Вони дивляться на нас з неба..." в Чорткові

26 грудня 2024 року в Тернополі відбулася прем'єра документального фільму режисерки Тетяни Скиби “Вони дивляться на нас з неба…”.

### Відеофрагменти
- Герой, син героя: із захисником України Василем Мармусом попрощалися у Чортківській громаді на YouTube // Т1 Новини. — 2022. — 16 вересня.
- У Чорткові попрощалися з Василем Мармусом — сином дисидента, учасника «Росохацької групи» на YouTube // Телекомпанія TV-4. — 2022. — 16 вересня.
- Документальний фільм до 50-річчя Росохацької групи на YouTube // Телекомпанія TV-4. — 2023. — 23 січня.
- «Гартовані» ч. 216 Василь Мармус виконує... на YouTube // Володимир Ханас. — 2023. — 17 лютого.
- «Гартовані» ч.120 Василь Мармус грає на бандурі на YouTube // Володимир Ханас. — 2022. — 13 вересня.
- Брати по неволі. м. Чортків на YouTube // Василь Стасишин. — 2022. — 22 січня.
- Відкриття барельєфу Василю Мармусу. Гартовані ч. 263 на YouTube // Володимир Ханас. — 2023. — 11 вересня.
- Олександр Мармус. Гартовані ч.264 на YouTube // Володимир Ханас. — 2023. — 12 вересня.
- Вони дивляться на нас з неба...Трейлер // Володимир Ханас. — 2024. — 29 серпня.
- «Вони дивляться на нас з неба...»: у Тернополі відбулася презентація документального фільму
- Півстоліття борються за Україну: історія родини Мармусів з Тернопільщини

| Емблема Збройних сил України | Це незавершена стаття про військовослужбовця Сил оборони України. Ви можете допомогти проєкту, виправивши або дописавши її. |